# Арань, Даниэль
Даниэль Арань (венг. Arany Dániel; 11 июля 1863, Пешт — не ранее 18 января 1944, Будапешт) — венгерский математик, педагог.

## Биография
Родился 11 июля 1863 года в Пеште под именем Давид Арани и был старшим из троих детей Антонии и её мужа Игнаца. Окончил реальное училище, затем академию в Будапеште. С 1893 года преподавал математику в гимназии города Дьёр. В 1896 году основал и стал издавать для учителей и учащихся средней школы «Középiskolai Matematikai és Fizikai Lapok» (Физико-математический журнал для средней школы).
С 1896 по 1905 учительствовал. Впоследствии, преподавал в венгерском королевском государственном высшем промышленном училище. В 1919 году после падения Венгерской Советской Республики отправлен в отставку .
Работы Д. Араня относятся к теории определителей, теории вероятностей, элементарной математике.
В 1944 вместе с женой убит нацистами в гетто.

## Память
C 2005 года в Венгрии ежегодно проводится математическая олимпиада имени Даниэля Араня.
Его именем названа улица в Будапеште.

## Избранные работы
- Algebrai és geometriai képletek és műveletsorozatok gyűjteménye
- Adalékok a kúpszeletek konstruktív elméletéhez (Дьёр 1890)
- Számtan a középiskolák alsó osztályai számára (Будапешт, 1899—1900)
- Algebra a középiskolák felső osztályai számára (Будапешт, 1904)
- Az élet- és járadékbiztosítás üzletelmélete (Будапешт, 1905)
- Unterricht an den höheren Gewerbeschulen und gewerblichen Fachschulen (Будапешт, 1912)